# Nicolás Ruíz
Nicolás Ruíz är en kommun i Mexiko.   Den ligger i delstaten Chiapas, i den sydöstra delen av landet, 800 km öster om huvudstaden Mexico City.
Följande samhällen finns i Nicolás Ruíz:
- Nicolás Ruiz